# Алеко Зелеников
Алеко Зелеников е гръцки комунистически деец.

## Биография
Роден е в село Гумендже през 1920 година. През 1941 година се присъединява към Комунистическата партия на Гърция. Става подпоручик в състава на Тридесета бригада на ЕЛАС. От 1946 година влиза в редиците на НОФ, а след това и на ДАГ